# Kevin Dixon (cầu thủ bóng đá, sinh năm 1960)
Kevin Lynton Dixon (sinh ngày 27 tháng 7 năm 1960) là một cựu cầu thủ bóng đá người Anh thi đấu ở vị trí tiền đạo ở Football League cho Carlisle United, Hartlepool United, Scunthorpe United, York City và Scarborough và ở bóng đá non-league cho Annfield Plain, Tow Law Town, Newcastle Blue Star, Gateshead và Hebburn.